# Biến loạn Hōgen
Biến loạn Hōgen (保元の乱 Hōgen no ran, 28 tháng 7 – 16 tháng 8 năm 1156) hay còn được gọi Loạn Hōgen, Bảo Nguyên Loạn, là một cuộc nội chiến ngắn ngủi nhưng quan trọng ở Nhật Bản, chủ yếu xoay quanh việc kế vị ngai vàng Nhật Bản. Tranh chấp này cũng liên quan đến mức độ kiểm soát từ gia tộc Fujiwara quyền lực, vốn giữ vai trò nhiếp chính Hoàng gia trong thời kỳ Heian. Cuộc xung đột này đã trở thành bước ngoặt cho sự trỗi dậy của tầng lớp samurai, đánh dấu sự chuyển biến lớn trong cán cân quyền lực chính trị Nhật Bản. Nó đã khởi đầu cho các sự kiện dẫn đến việc thành lập chính quyền đầu tiên do samurai lãnh đạo, hay còn gọi là bakufu, định hình thời kỳ phong kiến Nhật Bản và vai trò samurai trong xã hội Nhật Bản.

## Bối cảnh

### Thiên hoàng Konoe lên ngôi

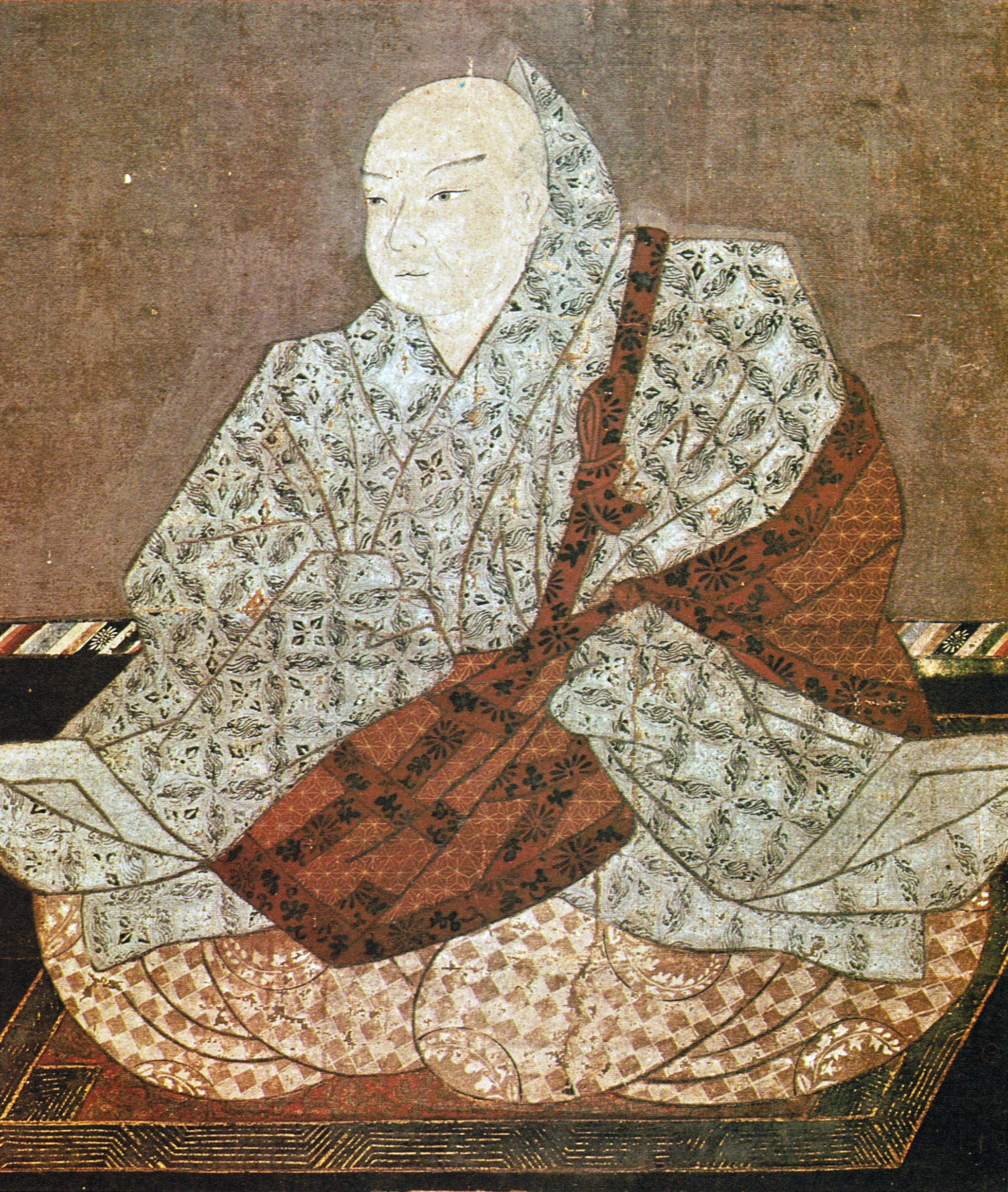
Chân dung Pháp hoàng Toba (thuộc sở hữu đền Anrakuju-in)

Vào ngày 7 tháng 12 năm Eiji nguyên niên (năm 1141), Thượng hoàng Toba đã ép Thiên hoàng Sutoku thoái vị. Sutoku là con của Toba và Fujiwara no Tamako (hay còn gọi là Taikenmon'in), nhưng Toba lại có tình cảm đặc biệt với người vợ khác Fujiwara no Nariko (Bifukumon'in), mẹ Thân vương Narihito, người sau này trở thành Thiên hoàng Konoe. Thân vương Narihito, vốn là con nuôi Trung cung (vợ chính của Sutoku), Fujiwara no Kiyoko, được kỳ vọng sẽ trở thành "Thái tử", nhưng trong sắc lệnh truyền ngôi, ông lại được phong là "Hoàng thái đệ" (em trai Thiên hoàng) thay vì thái tử. Điều này khiến Sutoku vô cùng oán hận, vì việc một Thiên hoàng được xem như em trai đã làm cho kế hoạch thiết lập viện chính trong tương lai của Sutoku trở nên bất khả thi.
Tình hình càng trở nên nghiêm trọng vào năm sau. Vì nghi ngờ Taikenmon'in bị yểm bùa, Bifukumon'in đã bị ép xuất gia, dẫn đến việc gia tộc Tokudaiji thuộc nhánh Kan'in (thuộc gia tộc Fujiwara) – ngoại thích của Thượng hoàng Sutoku – suy yếu. Trong khi đó, các công khanh khác như gia tộc Sanjō thuộc nhánh Nakamikado (thuộc gia tộc Fujiwara), và dòng Murakami Genji (thuộc gia tộc Minamoto) bắt đầu liên kết với Bifukumon'in và người anh em họ của bà là Fujiwara no Ienari, người được xem là cận thần thân cận nhất của Thượng hoàng Toba. Điều này chia giới quý tộc thành hai phe: phe Taikenmon'in và phe Bifukumon'in. Sự đối lập giữa hai phe đã dẫn đến tình trạng đình trệ trong việc bổ nhiệm quan chức triều đình. Từ khi Fujiwara no Munetada từ chức vào năm Hōen thứ 4 (năm 1138), chức vụ Hữu đại thần bị bỏ trống; và từ khi Minamoto no Arihito từ chức vào năm Kyūan thứ 3 (năm 1147), chức vụ Tả đại thần cũng không có ai đảm nhận. Triều đình chỉ còn lại một đại thần duy nhất là Nội đại thần Fujiwara no Yorinaga.

### Nội bộ lục đục trong gia tộc Nhiếp quan
Dưới thời trị vì của Thượng hoàng Shirakawa, gia tộc Nhiếp quan (Sekkan, chỉ gia tộc Fujiwara) gặp nhiều bất lợi. Tuy nhiên, khi Thượng hoàng Toba nắm quyền, gia tộc này đã dần hồi sinh nhờ việc con gái của Fujiwara no Tadazane là Fujiwara no Taishi (Kōyōmon'in) trở thành phi tần của Toba. Quan Bạch Fujiwara no Tadamichi, vì không có con trai kế vị, đã nhận em cùng cha khác mẹ là Yorinaga làm con nuôi. Nhưng vào năm Kōji thứ hai (1143), khi Tadamichi sinh hạ được một người con trai tên là Fujiwara no Motomichi, ông muốn truyền lại địa vị Nhiếp quan cho con ruột của mình. Điều này khiến Tadamichi đối đầu với cha mình Tadazane, và em trai Yorinaga.
Ngày 4 tháng 1 năm Kyūan thứ 6 (1150), Thiên hoàng Konoe cử hành lễ trưởng thành (nguyên phục), và đến ngày 10 tháng đó, con gái nuôi của Yorinaga, Fujiwara no Tashi, vào cung, rồi trở thành Nyogo (phi tần) vào ngày 19. Tuy nhiên, tháng 2 cùng năm, Tadamichi nhận con gái nuôi là Fujiwara no Teishi, cháu gái của Bifukumon'in và con gái của Fujiwara no Koremichi, và dâng tấu lên Thượng hoàng Toba, yêu cầu rằng chỉ có con gái gia tộc Nhiếp quan mới có thể trở thành Hoàng hậu. Bị yếu thế trong cuộc tranh giành quyền lực, Tadamichi đã liên minh với Bifukumon'in để giữ vững vị trí của mình.
Thượng hoàng Toba, tránh can thiệp sâu vào xung đột, quyết định phong Tashi làm Hoàng hậu và Teishi làm Trung cung để tạm thời xoa dịu tình hình. Tuy nhiên, mâu thuẫn giữa Tadazane, Yorinaga và Tadamichi ngày càng trầm trọng và không thể hòa giải. Đến tháng 9 cùng năm, tức giận trước những hành động của Tadamichi, Tadazane đã dùng quyền lực gia tộc để tịch thu tài sản và bảo vật nhà Sekkan, bao gồm cả chiếc khay đỏ quý giá (shuki-daiban) với dinh thự chính Nhiếp quan là Đông Tam Điều, đồng thời tước bỏ danh hiệu trưởng tộc Fujiwara của Tadamichi, trao lại cho Yorinaga. Tadazane thậm chí còn cắt đứt quan hệ với Tadamichi.
Dù vậy, Thượng hoàng Toba tiếp tục duy trì thái độ mập mờ, giữ Tadamichi ở lại vị trí Quan Bạch, đồng thời phong cho Yorinaga chức Nội Lãm. Điều này dẫn đến một tình huống chưa từng có tiền lệ trong triều đình Nhật Bản, khi Quan Bạch và Nội Lãm cùng tồn tại song song, đẩy mâu thuẫn nội bộ gia tộc Nhiếp quan lên đỉnh điểm.

### Thiên hoàng Konoe qua đời

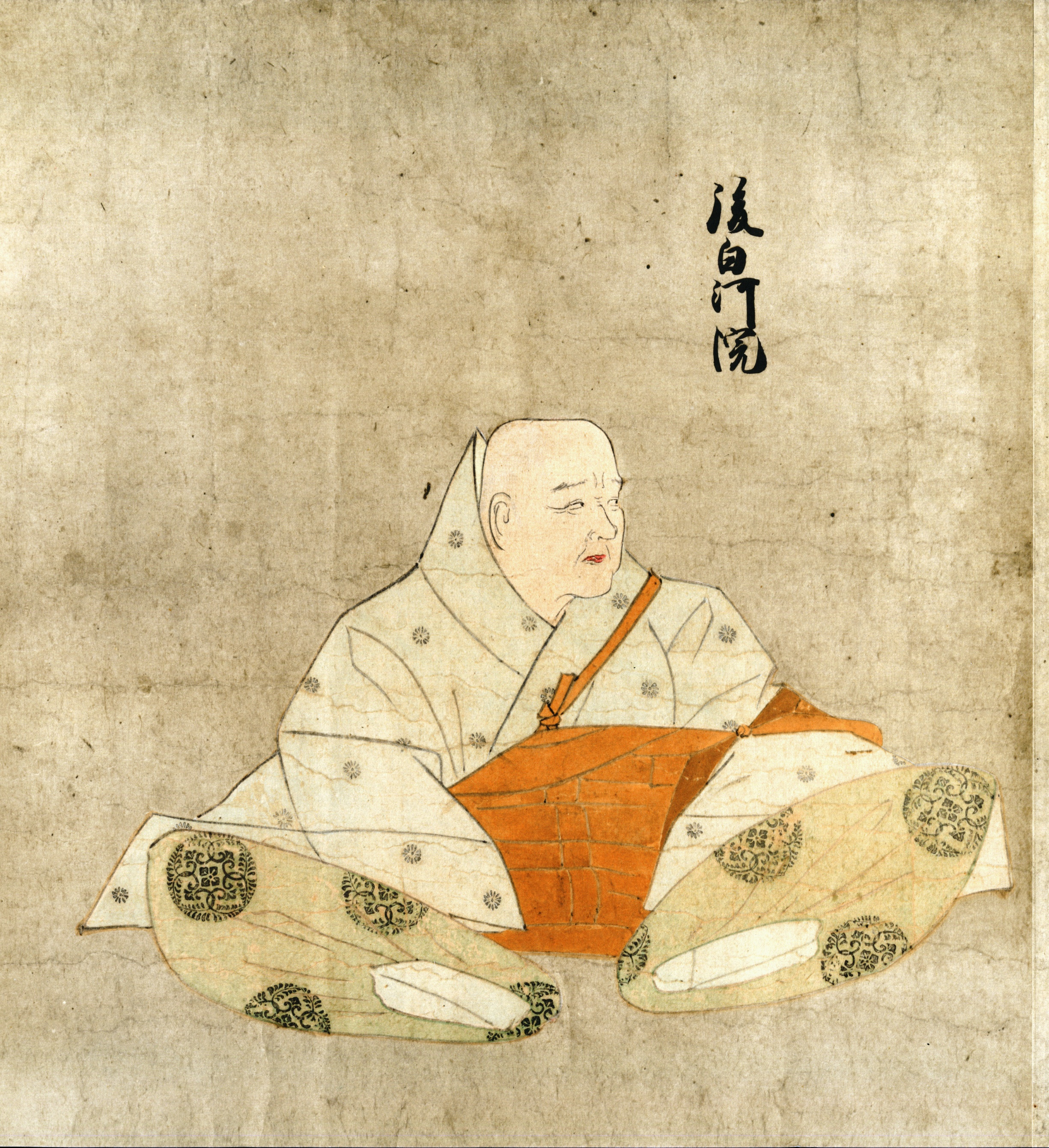
Chân dung Thiên hoàng Go-Shirakawa

Khi được phong làm Nội Lãm, Fujiwara no Yorinaga đã nỗ lực phục hồi các nghi lễ cũ, nhưng với tính cách cứng rắn và không biết nhượng bộ gây nên nhiều rắc rối, ông bị gọi là "Ác Tả Phủ" và làm gia tăng mâu thuẫn với các cận thần của Thượng hoàng Toba. Năm Ninpei nguyên niên (1151), Yorinaga phá hủy dinh thự của Fujiwara no Ienari, một cận thần được Thượng hoàng Toba sủng ái, khiến niềm tin của Thượng hoàng đối với ông ngày càng suy giảm.
Năm Ninpei thứ ba (1153), Thiên hoàng Konoe mắc bệnh nặng. Trong bối cảnh đó, Thân vương Shigehito, con trai trưởng của Thượng hoàng Sutoku, là ứng viên sáng giá cho ngôi vị kế vị. Tuy nhiên, Quan Bạch Fujiwara no Tadamichi đã đề nghị Thượng hoàng Toba truyền ngôi cho Thân vương Morihito, con nuôi của Bifukumon'in. Lúc bấy giờ, chỉ một số ít người, bao gồm Tadamichi, được phép diện kiến Thiên hoàng Konoe. Vì vậy, Thượng hoàng Toba nghi ngờ rằng Tadamichi đang lợi dụng tình hình, nói dối về bệnh tình Thiên hoàng để tập trung quyền lực, và từ chối đề xuất này. Toba trở nên nghi ngờ và dần mất lòng tin vào Tadamichi. Tuy nhiên, Bifukumon'in và Tadamichi vẫn tiếp tục xúc tiến kế hoạch đưa Morihito lên ngôi nhằm ngăn cản Thượng hoàng Sutoku thực hiện viện chính (Insei).
Ngày 23 tháng 7 năm Kyūju thứ hai (1155), Thiên hoàng Konoe băng hà. Khi tiến hành hội nghị chọn người kế vị, chỉ có Minamoto no Masasada và Sanjō Kiminori, những cận thần thân cận với Bifukumon'in, tham gia. Các ứng viên gồm có Thân vương Shigehito, Thân vương Morihito và Nội Thân vương Akiko. Cuối cùng, để làm người kế vị tạm thời trước khi Morihito đủ tuổi, cha của Morihito là Thân vương Masahito đã lên ngôi với tên gọi Thiên hoàng Go-Shirakawa. Morihito còn quá nhỏ, và việc ông vượt qua cha mình để lên ngôi được xem là không hợp lý. Ngoài ra, cũng có khả năng nếu Morihito lên ngôi khi còn nhỏ mà Thượng hoàng Toba qua đời trước khi Morihito trưởng thành, thì Thượng hoàng Sutoku sẽ có cơ hội nắm quyền cai trị. Vì vậy, để tránh điều này, Thân vương Masahito được đưa lên ngôi.
Trong thời điểm quan trọng này, Yorinaga không thể xuất hiện tại triều đình vì đang chịu tang vợ. Tuy nhiên, có tin đồn rằng Thiên hoàng Konoe qua đời do bị Yorinaga và cha ông, Fujiwara no Tadazane, nguyền rủa, dẫn đến Yorinaga gần như bị thất sủng. Mặc dù Thiên hoàng Konoe đã mắc bệnh từ vài năm trước, nhưng vì Tadamichi kiểm soát thông tin, ngay cả Thượng hoàng Toba cũng không tin vào tình trạng sức khỏe Thiên hoàng Konoe và cho rằng cái chết này xảy ra đột ngột. Tadazane cố gắng giành lại sự tin tưởng Thượng hoàng Toba bằng cách để Yorinaga tạm thời lui về, đồng thời thông qua Kōyōmon'in làm trung gian hòa giải. Nhưng đến tháng 12, khi Kōyōmon'in qua đời, mọi hy vọng hòa giải đã hoàn toàn sụp đổ.

### Thượng hoàng Toba qua đời

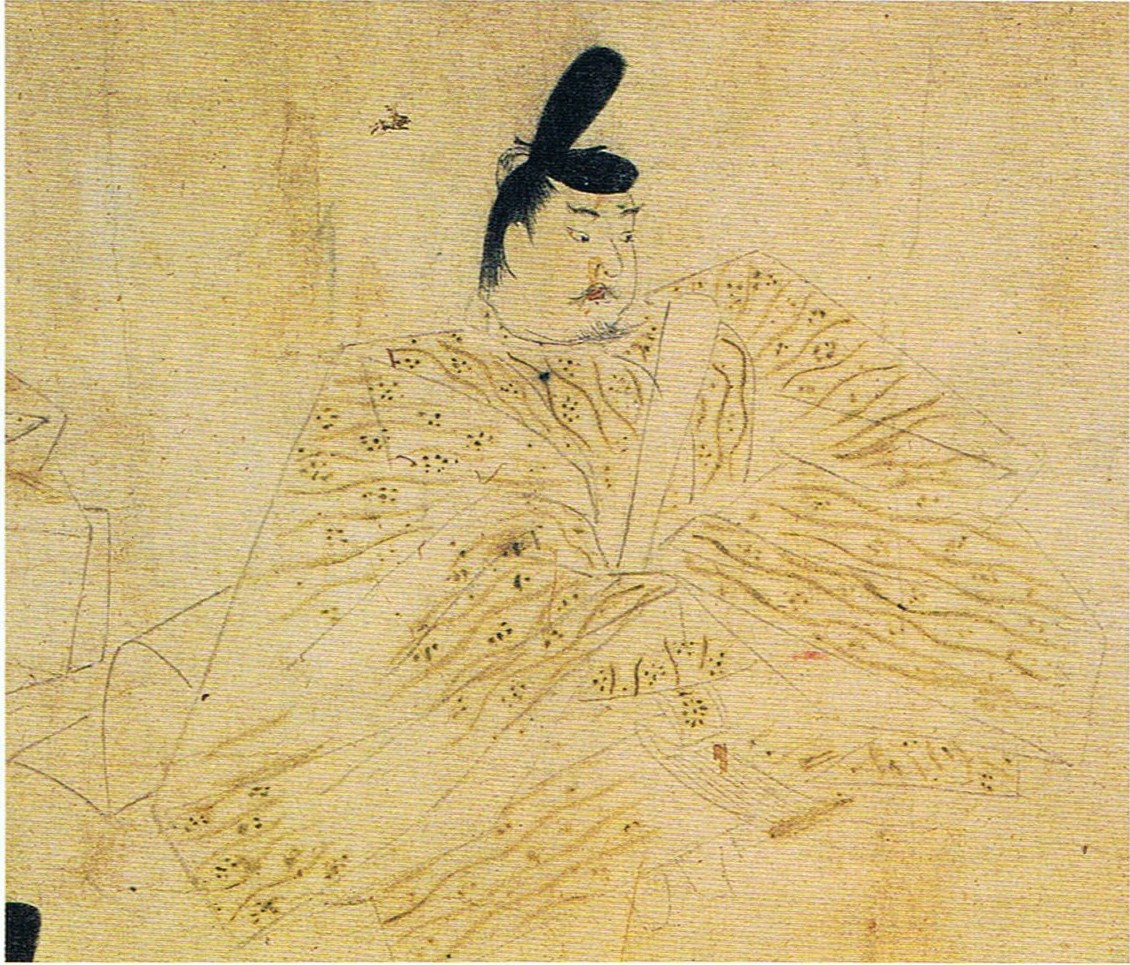
Chân dung Fujiwara no Yorinaga

Sau khi thể chế mới được thiết lập, hàng loạt hôn lễ đã được tiến hành, bao gồm hôn lễ giữa Thiên hoàng Go-Shirakawa và Fujiwara no Kinshi, cùng giữa Thân vương Morihito (sau này là Thiên hoàng Nijo) và Nội Thân vương Yoshiko liên tiếp diễn ra. Fujiwara no Kinshi xuất thân từ gia tộc Tokudaiji, là gia tộc của Taikenmon'in và Fujiwara no Kōshi (vợ của Fujiwara no Yorinaga), còn Yoshiko là con gái của Bifukumon'in nhưng đã được nhận nuôi bởi Nội thân vương Muneko (con gái của Taikenmon'in và chị ruột của Go-Shirakawa). Những cuộc hôn nhân này nhằm hàn gắn rạn nứt giữa phe Taikenmon'in và phe Bifukumon'in, đồng thời làm suy yếu ảnh hưởng của Thượng hoàng Sutoku và Yorinaga.
Thế nhưng, khi nền móng chính quyền mới vẫn chưa ổn định, vào tháng 5 năm Hōgen nguyên niên (1156), Thượng hoàng Toba ngã bệnh. Đối với phe Bifukumon'in, Tadamichi và các cận thần, vốn dựa vào uy quyền Thượng hoàng Toba để kiểm soát Thượng hoàng Sutoku và Yorinaga, đây là một cuộc khủng hoảng chính trị nghiêm trọng. Tình hình triều đình trở nên căng thẳng và gấp gáp. Theo "Gukanshō", một văn bản lịch sử, Fujiwara no Muneyoshi, lo lắng về bất ổn chính trị, đã thúc giục Thượng hoàng Toba đưa ra phương án đối phó. Toba đã yêu cầu 10 võ sĩ từ đội Bắc diện Võ sĩ (Hokumen-bushi), bao gồm Minamoto no Tameyoshi và Taira no Kiyomori, viết lời thề trung thành và giao cho Bifukumon'in. Điều này là cần thiết, vì cả hai đều là những cận thần quan trọng; Tameyoshi là gia thần của Fujiwara no Tadazane, còn cha của Kiyomori là Taira no Tadamori từng là người bảo hộ cho Thân vương Shigehito, việc này nhằm đảm bảo lòng trung thành của họ với Bifukumon'in ngay cả sau khi Toba qua đời.
Khi tình trạng Thượng hoàng Toba trở nên nguy kịch vào ngày 1 tháng 6, đội ngũ bảo vệ được điều động để canh gác. Các võ sĩ do Minamoto no Mitsuyasu và Taira no Morikane dẫn đầu bảo vệ dinh thự của Thượng hoàng ở Toba, trong khi Minamoto no Yoshitomo và Minamoto no Yoshiyasu từ nhánh Minamoto tại tỉnh Kawachi (Kawachi Genji) bảo vệ phủ Takamatsu của Go-Shirakawa.
Khoảng một tháng sau, vào giờ Thân ngày 2 tháng 7 (khoảng 4 giờ chiều), Thượng hoàng Toba qua đời. Thượng hoàng Sutoku đã đến để thăm viếng trước khi Toba qua đời, nhưng hai người không gặp được nhau. Theo "Kojidan", Thượng hoàng Toba đã dặn dò cận thần của mình là Fujiwara no Korekata không cho Thượng hoàng Sutoku nhìn thấy thi thể mình. Thượng hoàng Sutoku, tức giận vì không được gặp mặt, đã trở về cung Tanakaden ở Toba. Lễ tang Toba được cử hành giản đơn vào giờ Dậu (khoảng 8 giờ tối), với sự hiện diện của một số ít cận thần thân tín.

## Diễn biến

### Khởi đầu các hành động khiêu khích
Ngay sau khi Thượng hoàng Toba qua đời, tình hình nhanh chóng trở nên căng thẳng, và các hành động khiêu khích từ phía Thiên hoàng Go-Shirakawa và cận thần của ông liên tục diễn ra. Vào ngày 5 tháng 7, có tin đồn lan truyền rằng "Thượng hoàng Sutoku và Tả phủ Fujiwara no Yorinaga âm mưu nổi dậy quân đội nhằm lật đổ triều đình". Để đối phó, một sắc lệnh đã được ban hành, triệu tập các võ sĩ như Taira no Tomomori (con trai thứ hai của Taira no Kiyomori), Taira no Korehira, và Minamoto no Yoshikata để giám sát chặt chẽ hoạt động các võ sĩ ở kinh đô. Ngày hôm sau, Minamoto no Chikaharu của gia tộc Minamoto ở Yamato, bị nghi ngờ liên kết với Yorinaga, đã bị Taira no Tomomori bắt giữ, khiến tình hình càng thêm căng thẳng trong kinh đô.
Ngày 8 tháng 7, sau lễ thất nhật của Thượng hoàng Toba, theo lệnh từ Thiên hoàng Go-Shirakawa, một sắc lệnh được ban hành trên toàn quốc, yêu cầu Fujiwara no Tadazane và Fujiwara no Yorinaga ngừng việc tập hợp quân lính từ các trang viên. Đồng thời, các cận thần như Tàng nhân Takashina no Toshinari và binh lính của Minamoto no Yoshitomo đã đột nhập vào phủ Đông Tam Điều (Higashi Sanjo), nơi cư ngụ của Tadazane và Yorinaga, và tịch thu tài sản ở đó. Việc tịch thu này là một hình phạt áp dụng cho kẻ phản nghịch, cho thấy Yorinaga đã bị nghi ngờ về âm mưu phản loạn. Việc trưởng tộc gia tộc Nhiếp quan, người đứng đầu gia tộc Fujiwara, bị xem là kẻ phản loạn là điều hiếm thấy. Taira no Nobunori, người quản lý tài sản gia tộc Nhiếp quan, đã than thở rằng "Tình hình này thật không thể diễn tả bằng lời".
Những biện pháp cứng rắn này đều được thực hiện dưới danh nghĩa sắc lệnh và chiếu chỉ từ Thiên hoàng Go-Shirakawa, nhưng trên thực tế, tất cả đều được cận thần của ông là Shinzei (Fujiwara no Michinori) điều hành phía sau. Đến thời điểm này, không có dấu hiệu nào cho thấy Tadazane và Yorinaga đã thực hiện bất kỳ hành động cụ thể nào. Có vẻ như phe Go-Shirakawa và Morihito đã chiếm thế thượng phong nhờ việc triệu tập thành công các võ sĩ, rồi công khai khiêu khích phe Tadazane và Yorinaga. Trước tình thế bị dồn ép, Tadazane và Yorinaga không còn lựa chọn nào khác ngoài việc tập hợp quân đội khởi binh để tìm cách xoay chuyển cục diện. Từ đó, cuộc nổi loạn Hōgen không thể tránh khỏi và sắp sửa bùng phát.

### Thượng hoàng Sutoku trốn thoát
Vào đêm ngày 9 tháng 7, Thượng hoàng Sutoku cùng một nhóm nhỏ cận thần bất ngờ rời khỏi dinh Tanakaden và đột nhập vào dinh của Nội thân vương Muneko ở khu vực Shirakawa, phía đông kinh đô Kyoto. Theo ghi chép trong "Heihanki" vào ngày hôm đó, hành động Thượng hoàng được xem là “kỳ lạ”, thậm chí không có Thân vương Shigehito đi cùng, nên có vẻ như đây là một hành động bất ngờ và ngoài dự đoán từ nhiều người.
Mặc dù không có mối đe dọa trực tiếp nào đối với ông vào lúc bấy giờ, nhưng với tin đồn đã lan rộng rằng "Thượng hoàng Sutoku và Yorinaga đang liên kết với nhau", Sutoku có lẽ cảm thấy rằng nếu tiếp tục ở lại Toba, ông có thể sẽ bị giam giữ. Việc lựa chọn Shirakawa làm nơi trú ẩn của Thượng hoàng có lẽ chưa phải là địa điểm lý tưởng về mặt chiến lược, do nơi này gần kinh đô, không thuận lợi cho việc phòng thủ quân sự. Tuy nhiên, về phía nam là căn cứ chính của gia tộc Taira ở Rokuhara, tạo nên một vị trí gần gũi với thế lực quân sự quan trọng. Dường như Sutoku mong muốn khẳng định vị trí của mình như một vị quân chủ mới, nắm giữ quyền lực và tìm cách thu hút sự ủng hộ từ Taira no Kiyomori, người sở hữu đội quân Bắc diện hùng mạnh nhất, cũng như từ các quý tộc giữ vị trí trung lập. Qua đó, Thượng hoàng Sutoku, trong bối cảnh cảm thấy nguy cơ ngày càng lớn, đã tìm kiếm một con đường chính trị mới cho mình, và tình thế ngày càng trở nên căng thẳng.

### Cuộc đối đầu giữa hai phe
Vào đêm ngày 10, Fujiwara no Yorinaga rời Uji và tiến vào dinh thự phía bắc Shirakawa. Đã bị dán nhãn là kẻ phản loạn, Yorinaga dường như quyết định ủng hộ Thượng hoàng Sutoku để biện minh cho hành động của mình. Tại dinh thự Shirakawa, các quý tộc như Fujiwara no Norinaga (cận thần của Sutoku), anh em họ hàng Fujiwara no Morinori và Fujiwara no Tsunenori, cùng các võ sĩ như Taira no Iehiro, Minamoto no Tamekuni, Minamoto no Tameyoshi, Taira no Tadamasa (chú của Taira no Kiyomori), và Minamoto no Yorinori đã tập trung. Trong số này, chỉ có Iehira và Tamekuni là người của Thượng hoàng, còn lại là lực lượng tư binh gia tộc Nhiếp quan, thân tín của Yorinaga, và số lượng binh lính ít ỏi khiến phe Sutoku rơi vào thế yếu rõ ràng.
Thượng hoàng Sutoku, từng có quan hệ mật thiết với gia đình Taira qua cố vấn trước đây của Thân vương Shigehito là Taira no Tadamori, đã hy vọng rằng con trai của Tadamori là Kiyomori sẽ đứng về phía mình. Tuy nhiên, bà vú của Shigehito, Ike no Zenni, tiên đoán rằng phe Sutoku sẽ thất bại, và đã khuyên con trai bà là Taira no Yorimori hợp tác với Kiyomori. Tại Shirakawa, hội đồng quân sự được triệu tập, và Minamoto no Tameyoshi đề xuất tấn công phủ đệ Takamatsu của phe Hoàng đế Go-Shirakawa vào ban đêm. Tuy nhiên, Yorinaga đã bác bỏ đề xuất này và quyết định chờ viện binh từ chùa Kōfuku-ji ở Nara.
Đáp lại, phe của Thiên hoàng Go-Shirakawa và Thân vương Morihito tập hợp võ sĩ với lý do rằng hành động từ Thượng hoàng Sutoku đã "những tin đồn từ lâu nay cuối cùng đã thành sự thật". Dinh Takamatsu nhanh chóng được củng cố với sự hiện diện của các chiến binh như Minamoto no Yoshitomo, Minamoto no Yoshiyasu, Taira no Kiyomori, Minamoto no Yorimasa, Minamoto no Shigenari, Minamoto no Suezane, Taira no Nobukane và Taira no Koremori. Cảnh tượng được mô tả là "quân binh dày đặc như mây và sương mù". Cùng ngày, Fujiwara no Tadamichi và con trai ông, Koremitsu, cũng gia nhập.
Tuy nhiên, đa phần các quý tộc giữ thái độ trung lập và không can thiệp trực tiếp, viện cớ để tang Thiên hoàng Toba, trong khi phe Go-Shirakawa chuẩn bị hành động. Kiyomori và Yoshitomo, sau khi trình bày kế hoạch trước Thiên hoàng, bắt đầu chuẩn bị xuất quân. Theo "Gukanshō", cố vấn Shinzei và Yoshitomo đã ủng hộ mạnh mẽ tấn công phủ đầu, trong khi Tadamichi do dự nhưng cuối cùng cũng chấp thuận.

### Cuộc tấn công ban đêm
Vào rạng sáng ngày 11 tháng 7, quân đội phe Thiên hoàng Go-Shirakawa chia làm ba đường tiến về phía phe Thượng hoàng. Taira no Kiyomori dẫn đầu 300 kỵ binh tiến về hướng đông theo con đường Nijō, Minamoto no Yoshitomo với 200 kỵ binh tiến qua con đường Ōmiya, còn Minamoto no Yoshiyasu dẫn 100 kỵ binh đi theo đường Konoe. Cuộc tấn công bắt đầu vào giờ Dần (khoảng 4 giờ sáng). Thiên hoàng Go-Shirakawa đã chuyển sang tạm trú tại dinh Đông Tam Điều gần dinh Takamatsu cùng với Tam chủng thần khí. Lực lượng bảo vệ do Minamoto no Yorimori chỉ huy với hàng trăm quân bao quanh khu vực này.
Theo “Hōgen Monogatari”, một trong những nguồn tài liệu chính miêu tả cuộc chiến, phía Thượng hoàng có Minamoto no Tametomo người nổi tiếng với khả năng sử dụng cung mạnh mẽ, đã chiến đấu kiên cường. Trong cuộc giao tranh, quân Kiyomori mất hai chiến binh là Fujiwara no Tadanao và Yamada Tadashiki, còn quân Yoshitomo bị thương vong trên 50 người, buộc phải rút lui tạm thời. Sức mạnh của Tametomo sau này được võ sĩ ca ngợi là "người bắn cung vô song của đất nước".
Trong trận chiến căng thẳng này, có những cuộc giao tranh khốc liệt diễn ra gần cổng dinh Shirakawa của Thượng hoàng, tuy nhiên có thể trận đánh chính diễn ra tại khu vực xung quanh sông Kamo. Trước thế bất lợi, phe Thiên hoàng Go-Shirakawa đã tăng viện với quân của Minamoto no Yorimasa, Minamoto no Shigenari, và Taira no Nobukane. Theo đề xuất của Yoshitomo, họ phóng hỏa vào dinh Fujiwara no Ienari gần Shirakawa. Vào giờ Thìn (khoảng 8 giờ sáng), lửa lan đến dinh Shirakawa nơi Thượng hoàng ở, khiến phe Thượng hoàng tan rã. Thượng hoàng Sutoku và Yorinaga nhanh chóng rút lui và biến mất.
Quân đội phe Thiên hoàng tiếp tục truy quét quân địch còn lại, lục soát chùa Hōshōji và thiêu hủy nơi ở của Tameyoshi tại chùa Enkakuji. Khi chiến thắng đã được đảm bảo, Thiên hoàng Go-Shirakawa trở về dinh Takamatsu, và vào giờ Ngọ (khoảng 12 giờ trưa), Kiyomori cùng Yoshitomo cũng rút quân, đánh dấu kết thúc cuộc giao tranh. Sau khi biết tin Yorinaga thất bại, Tadazane chạy trốn từ Uji đến Nara.
Trận chiến kết thúc với chiến thắng của phe Thiên hoàng Go-Shirakawa, giáng một đòn quyết định lên phe Thượng hoàng Sutoku và các lực lượng thân cận của ông, khẳng định sự thất bại của họ trong cuộc chiến giành quyền lực.

## Hậu chiến

### Phe Thượng hoàng đầu hàng
Sau khi giành chiến thắng trong trận chiến, triều đình đã ban lệnh bổ nhiệm Fujiwara no Tadamichi làm trưởng tộc họ Fujiwara (藤氏長者) và trao thưởng cho các chiến binh có công. Taira no Kiyomori được phong làm Harima no Kami (Harima Thủ), còn Minamoto no Yoshitomo được phong làm Hữu mã Quyền đầu (sau này là Tả mã đầu). Yoshitomo và Yoshikata cũng được phép tham gia triều đình. Việc bổ nhiệm trưởng tộc họ Fujiwara thường được quyết định bởi người đứng đầu gia tộc dòng Nhiếp quan từ thời Fujiwara no Michinaga, nên quyết định này từ Thiên hoàng là bất thường. Dường như vì không hài lòng với sự can thiệp từ bên ngoài, Tadamichi đã viện lý do ngày lành tháng tốt để từ chối chức vụ này.
Ngày 13 tháng 7, Thượng hoàng Sutoku, khi đang lẩn trốn, xuất hiện tại chùa Ninna-ji và cầu xin người em trai cùng mẹ là Pháp thân vương Kakushō giúp đỡ để được khoan hồng, nhưng bị từ chối. Thượng hoàng Sutoku sau đó bị chuyển đến căn phòng cũ của nhà sư Kanben và bị giám sát bởi Minamoto no Shigenari. Còn Fujiwara no Yorinaga, mặc dù bị thương nặng ở cổ trong trận chiến, đã trốn thoát ngược dòng sông Kizu đến Nara, nhưng bị cha là Fujiwara no Tadazane từ chối gặp. Yorinaga được đưa đến nơi ở của người cậu là Sengaku, nhưng dù đã được chăm sóc, ông qua đời vào ngày 14 tháng 7. Tadazane để bảo toàn vị thế, đã từ bỏ Yorinaga nhằm phủ nhận bất kỳ liên quan nào đến cuộc chiến loạn.
Sau khi Thượng hoàng Sutoku đầu hàng, các quý tộc và võ sĩ phe Thượng hoàng bao gồm Fujiwara no Norinaga và Minamoto no Tameyoshi lần lượt ra đầu thú. Fujiwara no Norinaga, một nhân vật chủ chốt trong phe Thượng hoàng, bị thẩm vấn nghiêm ngặt và bị ép phải thú nhận rằng mình đã "chuẩn bị quân đội tại dinh thự Thượng hoàng (Sutoku) và có âm mưu làm nguy hại đến quốc gia". Nhờ vậy, cuộc nổi loạn Thượng hoàng Sutoku đã bị dẹp tan, và số phận những người liên quan cũng lần lượt được quyết định.

### Gia tộc Nhiếp quan trong tình trạng khó khăn
Ngày 15, một bức thư từ Fujiwara no Tadazane, người đang ẩn náu ở Nara, được gửi đến Tadamichi và trình lên triều đình. Là người thực tế đứng đầu gia tộc Nhiếp quan, Tadazane nắm giữ một lượng lớn tài sản, và nếu bị tịch thu, cơ sở tài chính gia tộc sẽ lâm nguy. Có khả năng Tadamichi đã yêu cầu triều đình ân xá cho cha mình. Tuy nhiên, Tadazane và Fujiwara no Yorinaga đều bị coi là chủ mưu cuộc nổi loạn, nên triều đình xem họ là tội phạm.
Trong sắc lệnh gửi đến các viên quan địa phương ngày 17, triều đình đã ra lệnh tịch thu tài sản của Tadazane và Yorinaga. Đồng thời cũng thu hồi những lãnh địa do võ sĩ và "ác tăng" (những tu sĩ theo phe chống đối) bằng các viên quan chính quyền. Ngày 18, sắc lệnh gửi đến Tadamichi cũng ra lệnh tịch thu tài sản ở Uji và chùa Byōdō-in từ Tadazane. Tuy nhiên, sắc lệnh có điều khoản rằng “điều này không áp dụng cho những điền trang mà Trưởng tộc đang sở hữu”, ngụ ý rằng nếu Tadamichi từ chối chức vị Trưởng tộc, tài sản gia tộc sẽ bị tịch thu, áp lực ông phải nhận vị trí này.
Ngày 19, Tadamichi chấp nhận chức Trưởng tộc sau một thời gian trì hoãn. Ngày 20, Tadazane gửi cho Tadamichi danh sách hơn trăm điền trang, bao gồm lãnh địa Uji, mà ông từng tước đoạt từ con trai khi cắt đứt quan hệ. Nhờ việc chuyển giao quyền sở hữu từ Tadazane sang Tadamichi, gia sản gia tộc Sekkan may mắn không bị tịch thu. Tuy nhiên, các lãnh địa của Yorinaga đã bị tịch thu và trở thành tài sản của Thượng hoàng Go-Shirakawa, đặt nền tảng cho hệ thống tài sản Chōkōdō-ryō (trang viên thuộc sở hữu hoàng gia) sau này.
Theo "Hōgen Monogatari", khi Shinzei (Fujiwara no Michinori) yêu cầu trừng phạt Tadazane, Tadamichi đã phản đối quyết liệt, cho thấy sự xung đột giữa Tadamichi, người cố bảo vệ quyền lợi gia tộc, và Shinzei, người muốn làm suy yếu quyền lực nhà Sekkan.

### Tuyên bố tội danh
Ngày 23, Thượng hoàng Sutoku bị lưu đày đến Sanuki. Việc lưu đày một thiên hoàng hoặc thượng hoàng là điều chưa từng thấy từ sau sự kiện Thiên hoàng Junnin bị lưu đày đến Awaji trong Biến loạn Fujiwara no Nakamaro, gần 400 năm trước. Sutoku không bao giờ quay trở lại kinh đô, và ông qua đời tám năm sau đó vào năm Chōkan thứ hai (1164). Thân vương Shigehito được tha tội với điều kiện phải xuất gia dưới sự bảo trợ của Pháp Thân vương Kangyō (con trai Thiên hoàng Horikawa), chấm dứt vai trò trong chính trường.
Ngày 27, các cáo buộc "âm mưu làm nguy hại quốc gia cùng với Thượng hoàng và cựu Tả đại thần" được tuyên bố đối với con trai của Fujiwara no Yorinaga là Fujiwara no Kanenaga, Fujiwara no Moronaga, Fujiwara no Takanaga và Fujiwara no Hanchō, cùng với các quý tộc như Fujiwara no Norinaga và các võ sĩ như Minamoto no Tameyoshi, Taira no Tadamasa, và Taira no Iehiro. Dù Tadazane thoát khỏi bị cáo buộc do tuổi cao và sự vận động của Tadamichi, ông vẫn bị quản thúc tại chùa Chisokuin ở phía Bắc Kyoto.
Án tử hình, không được thi hành chính thức từ sau Biến cố Kusuko, đã được khôi phục và đặc biệt nghiêm khắc đối với các võ sĩ. Ngày 28, Tadamasu bị xử tử, và đến ngày 30, Tameyoshi và Iehiro cùng gia tộc bị hành quyết. Việc tái khôi phục án tử hình gây nên sự tranh cãi, nhưng không ai dám phản bác phán quyết của Shinzei, người có kiến thức pháp lý sâu rộng, từng biên soạn bộ Hōsō Ruirin (Bộ Pháp Tích Loại Lâm).
Các quý tộc chịu án lưu đày, và vào ngày 3 tháng 8, họ được chuyển đến các địa điểm lưu đày khác nhau. Chỉ duy nhất Minamoto no Tametomo còn lẩn trốn, nhưng ngày 26 tháng 8, ông bị Minamoto no Shigesada bắt tại Ōmi và bị đày đến đảo Izu Ōshima.
Như vậy, phe Thiên hoàng đã thành công trong việc loại bỏ các phe đối lập. Việc giải quyết xung đột cung đình bằng vũ lực và khôi phục án tử hình sau nhiều thế kỷ đã khiến công chúng bàng hoàng, báo hiệu sự khởi đầu thời đại trung cổ, nơi sức mạnh quân sự quyết định các mâu thuẫn. Jien, trong tác phẩm "Gukanshō", nhận định cuộc nổi loạn này đánh dấu sự khởi đầu "thời đại các võ sĩ" và là một bước ngoặt lớn trong lịch sử.

### Gia tộc Nhiếp quan suy yếu
Cuộc xung đột đã giáng một đòn nặng nề nhất lên gia tộc Nhiếp quan (Gia tộc Fujiwara). Mặc dù Tadamichi vẫn giữ được vị trí Quan bạch, nhưng cái giá phải trả là quá lớn. Quyền lực gia tộc Nhiếp quan suy yếu nghiêm trọng khi tổ chức vũ trang quản lý điền trang bị giải thể do các chức vụ quản lý bị bãi bỏ, và nhiều lãnh địa Yorinaga bị triều đình tịch thu. Hơn nữa, việc Tadamichi phải nhận chức vị "Tộc trưởng Fujiwara" từ Thiên hoàng cho thấy quyền quyết định về lãnh địa và nhân sự gia tộc giờ đây nằm trong tay triều đình, làm mất đi tính tự trị mà gia tộc từng sở hữu.
Tadamichi dần bị xem nhẹ và mất đi vai trò trong trung tâm chính trị. Trong sự kiện hỗn loạn liên quan đến Fujiwara no Nobuyori vào tháng 4 năm Hōgen thứ 3 (1158), ông phải chịu trách nhiệm và bị xử phạt giam lỏng một cách đơn phương. Tháng 8 cùng năm, khi Thiên hoàng Go-Shirakawa nhường ngôi cho Thân vương Morihito (sau này là Thiên hoàng Nijō), Tadamichi không được tham gia vào quá trình chuyển giao quyền lực này. Điều này đẩy Tadamichi ngày càng ra xa khỏi trung tâm chính trị, và quyền lực gia tộc Nhiếp quan tiếp tục suy giảm.
Sau biến loạn Hōgen, quyền lực chuyển sang tay Shinzei, người ban hành các cải cách mới và thực hiện các công việc cải cách quốc chính, như xây dựng lại Đại Nội cung. Các con trai của Shinzei cũng nhanh chóng được bổ nhiệm vào các chức vụ quan trọng như chức Biện quan hoặc các chức vụ cai trị các tỉnh lớn, làm cho thế lực của gia tộc Shinzei trở nên hùng mạnh. Tuy nhiên, điều này đã gây phản đối mạnh từ những quý tộc cũ và các cận thần viện chính dẫn đến sự hình thành một phe chống lại Shinzei.
Thêm vào đó, trong nội bộ triều đình viện chính, quyền lực tiếp tục chia rẽ thành hai phe: phe ủng hộ Thượng hoàng Go-Shirakawa (phe viện chính Go-Shirakawa) và phe ủng hộ Thiên hoàng Nijō (phe thân chính Nijō). Cuộc xung đột ba bên này trong triều đình tiếp tục leo thang và lên đến đỉnh điểm vào năm Heiji nguyên niên (1159), khi một cuộc đảo chính khác nổ ra dẫn đến xung đột vũ trang (Loạn Heiji).